# Odontosie de Sievers
Odontosia sieversii
Espèce
L'Odontosie de Sievers, Odontosia sieversii, est une espèce d'insectes lépidoptères, un papillon de nuit appartenant à la famille des Notodontidae, à la sous-famille des Ptilodoninae et au genre Odontosia.
- Répartition : sud de la Scandinavie, est de l’Europe.
- Envergure du mâle : de 18 à 20 mm.
- Période de vol : d’avril à juin.
- Habitat : forêts de bouleaux.
- Plantes-hôtes : Betula.

## Source
- P.C. Rougeot, P. Viette, Guide des papillons nocturnes d'Europe et d'Afrique du Nord, Delachaux et Niestlé, Lausanne 1978.